# Mirjana Karanović
Mirjana Karanović, serb. Мирјана Карановић (ur. 28 stycznia 1957 w Belgradzie) – serbska aktorka filmowa, teatralna i telewizyjna. Na arenie międzynarodowej znana z częstej współpracy z reżyserem Emirem Kusturicą.

## Życiorys
Zadebiutowała rolą tytułowej wieśniaczki w kultowym filmie Wieniec Petriji (1980) Srdjana Karanovicia. W 1985 roku zagrała w nagrodzonym Złotą Palmą na 35. MFF w Cannes filmie Emira Kusturicy Ojciec w podróży służbowej. Wystąpiła też w dwóch późniejszych filmach tego reżysera: Underground (1995) i Życie jest cudem (2004). 
W 1998 roku zagrała w filmie Gorana Paskaljevicia Beczka prochu. Za rolę zgwałconej Bośniaczki w filmie Grbavica (2006) w reżyserii Jasmili Žbanić była nominowana do Europejskiej Nagrody Filmowej dla najlepszej aktorki. Grała też w filmach innych jugosłowiańskich i serbskich reżyserów, takich jak m.in. Goran Marković, Lordan Zafranović, Boro Drašković czy Živojin Pavlović. 
Od 1995 roku wykłada na wydziale aktorskim Akademii Sztuk Pięknych w Belgradzie. W latach 2001–2003 oraz od 2009 roku pełniła funkcję dziekana.

## Wybrane nagrody
- 2008: Nagroda Osvajanje slobode przyznawana kobietom, których praca promuje w społeczeństwie prawa człowieka, praworządność, demokrację i tolerancję[2].
- 2009: Nagroda Konstantina Obradovicia za promowanie praw człowieka[4].
- 2010: Dobar primer Novog optimizma - nagroda przyznawana osobom, które wspierają w swojej działalności prawa wyrażone w Powszechnej Deklaracji Praw Człowieka i Proklamacji Ruchu Novog Optimizma[5].
- 2011: Order Sztuki i Literatury[3]
- 2018: Nagroda Zlatni pečat przyznawana przez Kinotekę Jugoslav (Jugosłowiańskie Archiwum Filmowe)[6].
- 2021: Nagroda im. Tatjany Lukjanowej przyznawana przez Belgradzki Teatr Dramatyczny[7].